# Ґнєвоші
Ґнєвоші — польські шляхетські роди.
Влодзімеж Ґнєвош — дідич Контів — був призначений куратором сего Олеського замку 1890 року.

## ГербуРавич

варіант гербу равич

Підписувались на Олексуві (тепер Мазовецьке воєводство). Були представлені, зокрема, в Руському воєводстві.

### Представники
- Ян з Олексува (1370—1431), дружина Ельжбета Варш г. Абданк[2]
  - Станіслав, дружина — Маґерувна гербу Шеліга, мали 3 сини
    - Херубін, загинув на Буковині 1497, його нащадки вигасли у XVI ст.
    - Даніель, дружина Коньська гербу Равіч
      - Станіслав, мав хворобу очей, був одружений 3 рази, розпусний, мав принаймні 50 дітей, в тому числі поза шлюбами[2]

    - Ґабріель, дружина — донька охмістра королеви Ельжбети Станіслава Тарла, мав 4 сини
      - Зофія, дружина Остролецького
      - Єнджей (†1592), дружина Фаленцька
      - Ян
        - Павел
        - Ян

      - Миколай, дружина — Зеленська (Зелінська[2]) гербу Цьолек
        - Бальцер (Бальтазар), дружина — княжна Чорторийська
          - Миколай Альбрехт (†7.10.1654[2]) — куявський єпископ РКЦ, канонік краківський

        - Ян — староста лятовіцький, друга дружина — Дрогойовська
          - Миколай — староста радомський
            - Ян — каштелян чехувський, дружина Томіцька г. Дрия
              - Ян, 1693 року заснував село Ґнєвошув поблизу Олєксува; перша дружина з Корняктів, друга з Лещинських
                - Францішек, др. Рибєнська г. Сулима
                  - Мельхіор, др. Віслоцька г. Сас
                    - Ян, др. Ґродзіцька г. Дрия
                      - Станіслав, др. Кретович-Огінська
                        - Пйотр, др. Борковська г. Любич
                          - Александер, дружина — Кароліна з Осташевських г. Остоя
                            - Антоні
                            - Станіслав, др. Каковська
                            - Влодзімеж Гіполіт — дідич Золотого Потоку, дружина Марія Кшечуновіч вірменського походження
                              - Александер (25.7.1873-30.9.1930, Зол. Потік), дідич Золотого Потоку, дружина — Ружа Цєнська, кузина кс. Яна Ценського[3]
                                - Александер (1920—2003), др. Каспровіч
                                - Антоні (1922-), др. Лерхенфельд
                                  - Марцін (1956), др. Ямонтт г. Побуг
                                  - Міхал (1960), др. Люцінська

                              - Гелена (1874—1947)
                              - Ядвіґа (1875—1936), дружина Шавловського
                              - Влодзімеж Міхал (16.4.1876—1944), дружини: Ґоленґйовська (померла у 26 років), Котковська
                              - Ян Люц'ян (11.2.1881-4.1882)[4]

- -     -       - Кшиштоф, дружина — Оссолінська

- ім'я невідоме — дружина Антоніна — донька Чернігівського каштеляна Станіслава Антонія Фредра
- ім'я невідоме — дружина кросненського старости Енджея Фредра
- ім'я невідоме — підкоморій сандомирський
  - ім'я невідоме — дружина інфляндського воєводи Морштина.

### Гербу Косьцєша
Підписувались з Далєвичів.